# Altipolia
Altipolia là một chi bướm đêm thuộc họ Noctuidae.